# Кафьеро, Сантьяго
Сантьяго Андрес Кафьеро (исп. Santiago Andrés Cafiero; род. 30 августа 1979, Сан-Исидро) — аргентинский политолог и политик. Министр иностранных дел и культа в кабинете президента Альберто Фернандеса с 2021 года. Ранее, с 2019 по 2021 год, он был главой кабинета министров в правительстве Фернандеса.

## Ранняя жизнь и образование
Родился 30 августа 1979 года в Сан-Исидро, провинция Буэнос-Айрес, в семье Хуана Пабло Кафьеро, который был министром социального развития во время президентства Фернандо де ла Руа в 2001 году, и Марии Луизы Бьянки. Дед Кафьеро, Антонио Кафиеро, занимал много важных политических постов, включая пост губернатора Буэнос-Айреса, а также короткое время занимал пост главы кабинета министров при Эдуардо Каманьо.
Начал свою политическую деятельность в молодёжной организации перонистов в Сан-Исидро. Кафьеро изучал политологию на факультете социальных наук Университета Буэнос-Айреса, а затем получил степень магистра в области государственной политики в Университете Торкуато ди Телла.

## Политическая карьера
Кафьеро был избран президентом местной партии справедливости и развития в своем родном Сан-Исидро в 2008 году и был кандидатом в мэры от партии в 2011 и 2015 годах. С 2009 по 2017 год он был советником муниципального совета Сан-Исидро.
Во время губернаторства Даниэля Сиоли в Буэнос-Айресе Кафьеро работал консультантом в Департаменте муниципальных дел (2007—2008), а затем с 2008 по 2010 год занимал должность директора по промышленности провинции, с 2010 по 2011 год — заместителя министра промышленности, торговли и горнодобывающей промышленности, с 2010 по 2011 год — вице-министра социальных дел. Развития и заместитель министра социальной политики с 2011 по 2014 год, а также заместитель министра модернизации с 2014 по 2015 год.
Кафьеро был руководителем предвыборной кампании Флоренсио Рандаццо на выборах в сенат в 2017 году.
В преддверии всеобщих выборов 2019 года Альберто Фернандес, кандидат в президенты от партии справедливости и развития, назначил Кафьеро руководителем своей предвыборной кампании и сформировал вместе с ним аналитический центр Grupo Callao.
29 октября 2019 года Фернандес победил на президентских выборах в первом туре, набрав 48,2 % голосов. 6 декабря 2019 года в официальном объявлении о составе своего нового кабинета избранный президент Фернандес назначил Кафьеро главой своего кабинета, на этот пост он вступил 10 декабря 2019 года.

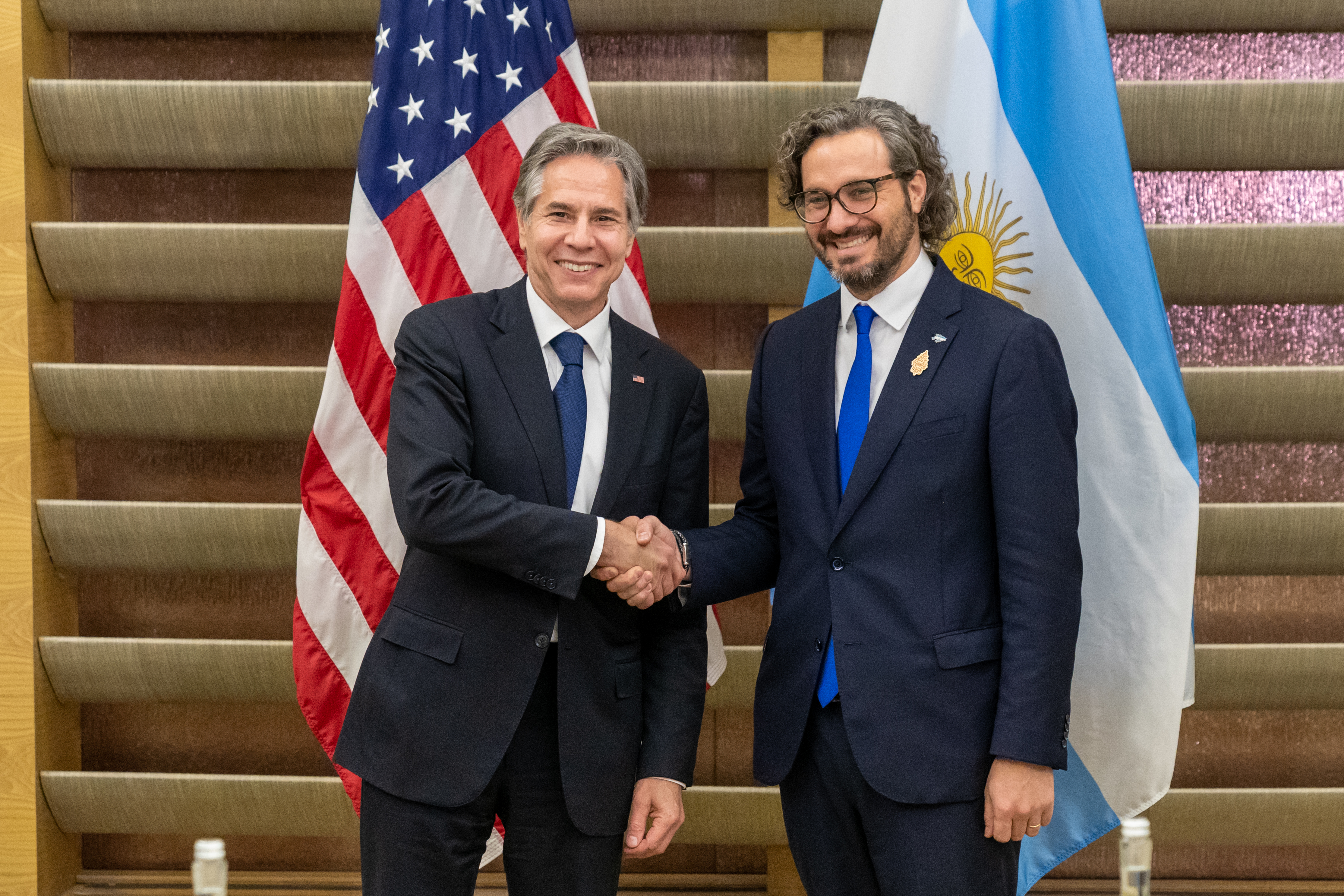
Кафьеро с госсекретарём США Энтони Блинкеном в 2022 году

20 сентября 2021 года Кафьеро был назначен министром иностранных дел и культа вместо Фелипе Солы, а на посту главы кабинета министров его сменил Хуан Мансур. Назначение Мансура и Кафьеро министром иностранных дел было частью перестановок в кабинете министров после плохих результатов правительства на первичных выборах в законодательные органы в 2021 году.
На всеобщих выборах 2023 года был избран депутатом Палаты депутатов от провинции Буэнос-Айрес.

## Личная жизнь
Женат, у него трое сыновей и одна дочь. В 2015 году он стал соучредителем издательства Punto de Encuentro («Место встречи»).